# Tres Picos
Tres Picos es una localidad al sudoeste de la provincia de Buenos Aires, Argentina ubicada en el partido de Tornquist.

## Ubicación
Se encuentra a 20 km al sur de la ciudad de Tornquist. Se accede desde un camino que se desprende de la Ruta Nacional 33.
Se halla en la base del cerro Tres Picos, el punto más alto de la provincia de Buenos Aires con sus 1239 m de altura.

## Población
Cuenta con 82 habitantes (Indec, 2010), lo que representa un descenso del 16,3 % frente a los 98 habitantes (Indec, 2001) del censo anterior.
| Gráfica de evolución demográfica de Tres Picos entre 1991 y 2010 |
|                                                                  |
| Fuente: Censos nacionales del INDEC                              |

## Ferrocarril
Es estación del Ferrocarril General Roca: estación Tres Picos.